# باشگاه فوتبال زنان اینتر میلان
باشگاه فوتبال زنان اینتر میلان S.p.A. (به ایتالیایی: Inter Milan Football Club femminile)، که با نام اینتر یا با نام تجاری زنان اینتر نیز شناخته می‌شود، یک باشگاه فوتبال زنان ایتالیایی در شهر میلان و بخشی از باشگاه فوتبال حرفه ای همنام است.

## تاریخچه
تاقبل از فصل ۱۹-۲۰۱۸ تنها تیم بانوان اینتر، تیم جوانان آن بود. در ۲۳ اکتبر ۲۰۱۸، باشگاه فوتبال زنان اینتر میلان تأسیس شد.
«باشگاه فوتبال زنان اینتر میلان» در فصل ۱۹-۲۰۱۸، به لطف یک فصل تقریباً عالی با کسب ۶۴ امتیاز از ۲۱ پیروزی و تنها یک تساوی، قهرمان رقابت‌های سری بی فوتبال زنان ایتالیا شد و به سری آ صعود کرد.
تیم بانوان اینتر در نوامبر ۲۰۲۳ به ورزشگاه تاریخی آرنا چیویکا نقل مکان کرد. این ورزشگاه قبلاً خانه تیم مردان از سال ۱۹۳۰ تا ۱۹۴۷ بود.

## بازیکنان کنونی
تا تاریخ ۲۰ نوامبر ۲۰۲۲
| شماره |          | پست       | بازیکن             |
| ----- | -------- | --------- | ------------------ |
| ۱     | ایسلند   | دروازه‌بان | سیسیلیا رنارسدوتیر |
| ۳     | نیوزیلند | مدافع     | کتی باون           |
| ۴     | دانمارک  | مدافع     | سوفی پدرسن         |
| ۵     | فرانسه   | هافبک     | قوتیا کارچونی      |
| ۶     | ایتالیا  | هافبک     | آیرنه سانتی        |
| ۷     | ایتالیا  | مهاجم     | گلوریا مارینلی     |
| ۸     | ایتالیا  | هافبک     | مارتینا بروستیا    |
| ۹     | ایتالیا  | مهاجم     | الیسا پلی          |
| ۱۰    | ایتالیا  | مهاجم     | تاتیانا بونتی      |
| ۱۱    | مالاوی   | مهاجم     | تابیتا چاوینگا     |
| ۱۲    | ایتالیا  | دروازه‌بان | السیا پیاتزا       |
| ۱۳    | ایتالیا  | مدافع     | بیاتریچه مرلو      |
| ۱۴    | ایتالیا  | مدافع     | کیارا روبوستلینی   |
| ۱۵    | ایتالیا  | مهاجم     | جولیا دراگونی      |

| شماره |          | پست       | بازیکن                  |
| ----- | -------- | --------- | ----------------------- |
| ۱۷    | مجارستان | مدافع     | بیاتریکس فوردوس         |
| ۱۸    | ایتالیا  | هافبک     | مارتا پاندینی           |
| ۱۹    | ایتالیا  | هافبک     | لسیا آلبورگتی           |
| ۲۰    | ایتالیا  | هافبک     | فلامینیا سیمونتی        |
| ۲۲    | ایتالیا  | دروازه‌بان | فرانچسکا دورانته        |
| ۲۷    | مجارستان | هافبک     | هنریتا سیزار            |
| ۲۹    | ایسلند   | مدافع     | آنا بیورک کریستیاندوتیر |
| ۳۲    | ایتالیا  | دروازه‌بان | النا بلی                |
| ۳۳    | کامرون   | مهاجم     | آیارا انچوت             |
| ۳۴    | ژاپن     | هافبک     | مانا میهاشی             |
| ۳۵    | ایتالیا  | هافبک     | بیاتریچه کالگاری        |
| ۳۷    | ایتالیا  | هافبک     | فرانچسکا کولونا         |
| ۳۸    | ایتالیا  | دروازه‌بان | لاوینیا تورناقی         |

## مربیان باشگاه
لیست زیر تمام مربیان باشگاه زنان اینتر از سال ۲۰۱۸ تا به حال را نشان می‌دهد:
| نام                | سال         |
| ------------------ | ----------- |
| سباستیان دلافوئنته | ۲۰۱۹–۲۰۱۸   |
| آتیلیو سوربی       | ۲۰۲۱–۲۰۱۹   |
| ریتا گوارینو       | ۲۰۲۴–۲۰۲۱   |
| جیانپیرو پیوانی    | تاکنون–۲۰۲۴ |

## افتخارات
- سری بی فوتبال زنان ایتالیا 
  - قهرمانی (۱): ۱۹–۲۰۱۸